# 106 (число)
106 (сто шесть) — натуральное число, расположенное между числами 105 и 107. Оно не является простым числом, а относительно последовательности простых чисел расположено между 103 и 107.

## В математике
- 106 является чётным трёхзначным числом.
- Сумма цифр этого числа — 7.
- Квадрат 106 — 11 236.
- Разность цифр этого числа — 5.[прояснить]
- Произведение цифр этого числа — 0, 6, 0.[прояснить]

## В других областях
- «Поморские ответы» отвечают на 106 вопросов
- Мессье 106 — галактика в созвездии Гончих Псов
- 106 — телефонный номер службы спасения в Австралии
- Атомный номер элемента 6-й группы 7-го периода периодической системы элементов Сиборгия
- Номер суры Курайш в Коране